# Cersot
Cersot település Franciaországban, Saône-et-Loire megyében. Lakosainak száma 145 fő (2022. január 1.). Cersot Montagny-lès-Buxy, Fley, Marcilly-lès-Buxy, Saint-Vallerin, Sassangy és Savianges községekkel határos.

## Népesség
A település népességének változása:
| Lakosok száma | 130  | 138  | 141  | 139  | 140  | 141  | 145  | 147  | 145  |
|               | 2013 | 2015 | 2016 | 2017 | 2018 | 2019 | 2020 | 2021 | 2022 |